# Kasteel Wittem
Kasteel Wittem is een kasteel in het dorp Wittem in de Nederlands-Limburgse gemeente Gulpen-Wittem.

## Wittem
De oudste benaming van Wittem is Witheim, hetgeen huis (heim) bij de eik (witte) betekent. Ooit was Wittem wat oppervlakte betreft de grootste gemeente van Nederland.
De geschiedenis van Wittem kent enkele belangrijke namen. Paus Leo III zou er op weg naar Tongeren hebben uitgerust en Willem van Oranje verbleef er.
Wittem ligt halverwege Maastricht en de keizerstad Aken, twee belangrijke steden in de middeleeuwen. De weg van Maastricht via Wittem naar Aken heet nu Rijksweg, maar vroeger was het een heirweg, wellicht nog door de Romeinen aangelegd, de Oude Akerweg.
In de omgeving van Wittem komen twee grote beken samen: de Selzerbeek en de Geul. Het is een moerassig dal waar vroeger veel molens werden gebouwd. Molens voor graan, maar ook voor textiel. De mensen die deze molens in bezit hadden, brachten het tot grote rijkdom, zoals de families Clermont en Merckelbach. Zij bezaten in de buurt van Vaals en Wittem molens onder andere ten behoeve van de opkomende textielindustrie.
Ook de ligging van het dorp ten opzichte van Luik en Maastricht was van belang. Als Maastricht belegerd werd, verbleven de vreemde troepen vaak in de buurt van Wittem. Tijdens de Tachtigjarige Oorlog zaten de Spaanse troepen in Maastricht en belegerde Willem van Oranje de stad. Toen zijn troepen bezig waren zich klaar te maken voor de aanval op Maastricht overnachtte Willem van Oranje op kasteel Wittem. Ook tijdens de Hollandse Oorlog belegerden Franse troepen Maastricht, dat destijds in bezit van de Republiek was.

## Geschiedenis van kasteel Wittem

### Middeleeuwen
In 1220 kocht Winand van Julemont de plaats van het latere kasteel Wittem van de St. Jacob abdij in Luik. De Julemonts waren een familie uit het gebied ten oosten van Luik. Toen zij Wittem in bezit kregen, breidden ze het uit met een grote stenen toren bij de Sinselbeek. Het wapen van de Scavendriesch was een rood, gekarteld doornenkruis op een witte achtergrond. Hun wapen is nog steeds te vinden boven in het glas bij de ingang van kasteel Wittem. In 1344 verkocht de kleinzoon van Arnold II van Wittem, Gerard III, kasteel Wittem voor 2.300 gulden aan Johan van Cosselaer, bastaardzoon van hertog Jan II van Brabant. Niet lang daarna kon Van Cosselaer het dorp Mechelen aan zijn jurisdictie toevoegen. 
Kasteel Wittem was ooit veel groter dan tegenwoordig en had wel zeven torens. De sterke burcht van Wittem komt in allerlei gedichten voor. Zo zegt de middeleeuwse schrijver Jan van Heelu in zijn Rymkronyk over een belegering van het kasteel: "Maar si lieten Witham En de braken alle weder op".

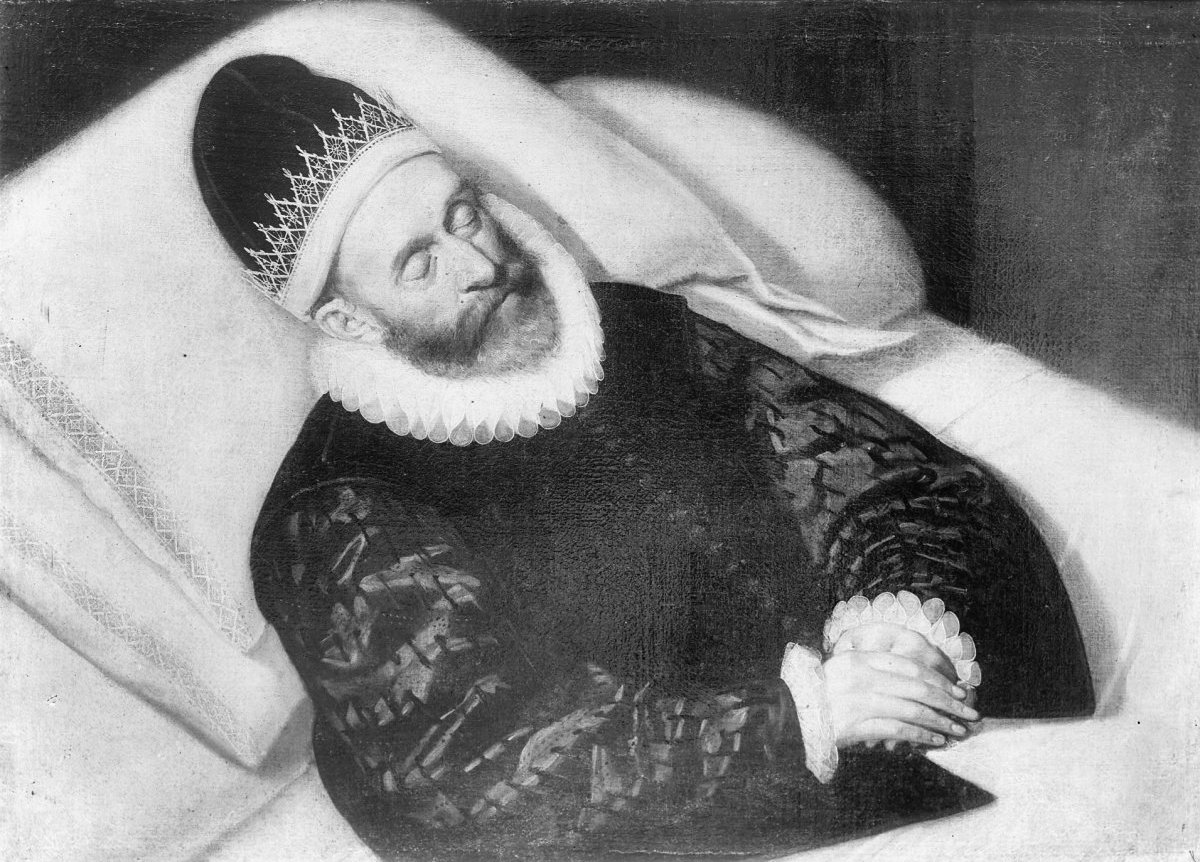
Floris van Pallandt op zijn sterfbed in 1598 (Elisabeth Weeshuis, Culemborg)

### Van Pallandt
Op 21 oktober 1520 overnachtte Karel V er, voordat hij de volgende dag te Aken tot keizer gekroond werd. De Van Pallandts, die het kasteel destijds bewoonden, golden als trouwe vazallen van de Bourgondische en Habsburgse vorsten. Dat veranderde enkele decennia later, toen Floris van Pallandt (1539-1598) na de aanbieding van het Smeekschrift der Edelen (1566) tot de opstandige edelen ging behoren. Als gevolg daarvan werd het kasteel door de Spanjaarden geconfisqueerd..

### Waldeck en Plettenberg
Na het overlijden van Floris II van Pallandt in 1639 kwam Wittem in het bezit van de graven van Waldeck. In Maastricht is een straat, een park en een bastion genoemd naar Georg Friedrich graaf van Waldeck, die er van 1679 tot 1692 militair gouverneur was en tevens geldt als weldoener van de Lutherse kerk in die stad. Een groot deel van kasteel Wittem werd begin 1679 opgeblazen door Franse troepen.
Wittem werd in 1717 gekocht door Ferdinand von Plettenberg en in 1732 tot graafschap verheven.

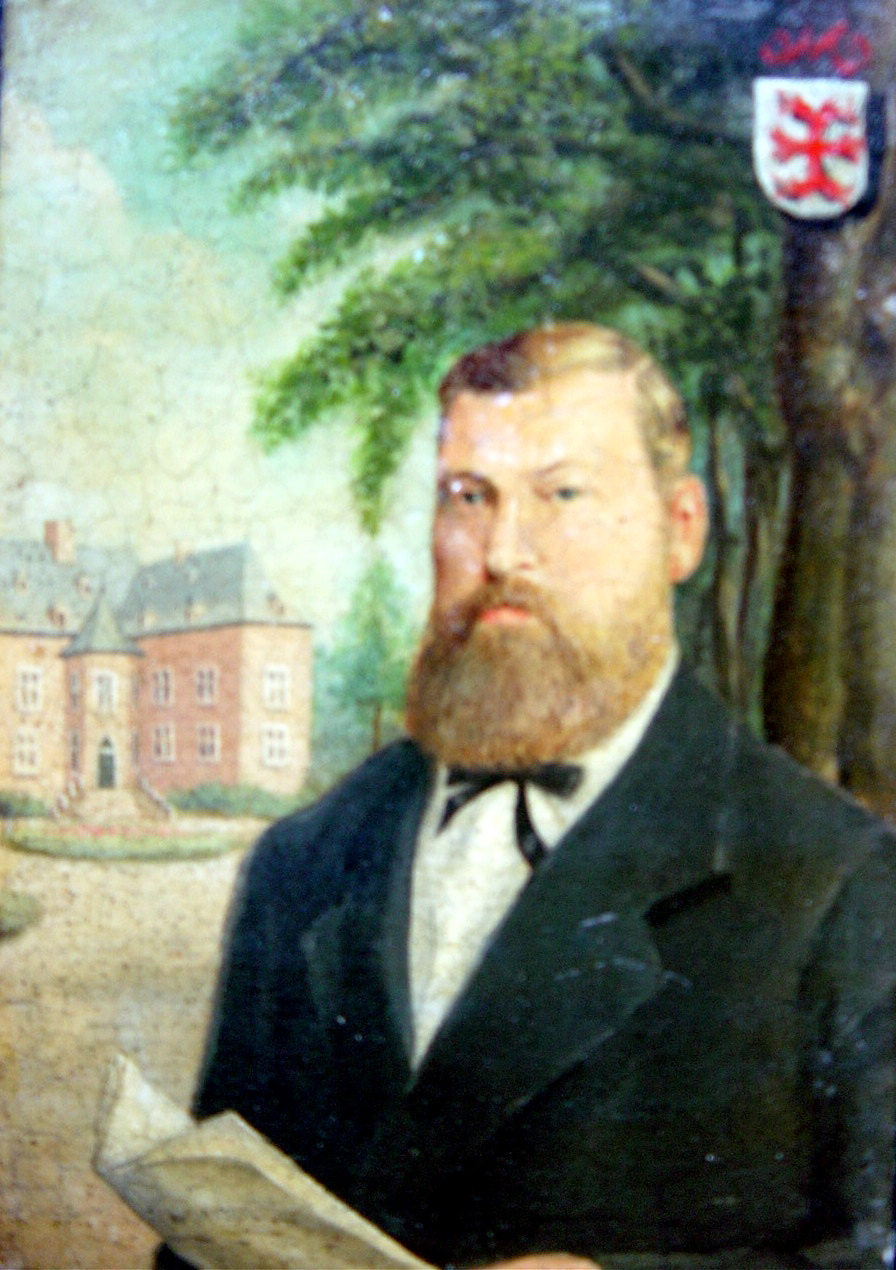
J.M. Merckelbach (1831-1895)

### Merckelbach
De familie Merckelbach was jarenlang als plaatselijke stadhouders eerst in dienst van de Waldecks en later van de Plettenbergs. Sinds 1764 woonde Adolfus Merckelbach op kasteel Wittem. Zijn zoon, notaris en burgemeester Simon Merckelbach kocht voor 80.000 daalders het kasteel en landerijen van de Franse overheid. Simon Merckelbach en vooral zijn zoon Jan Mathys - vrederechter, burgemeester en grootgrondbezitter- restaureerden kasteel Wittem en brachten het daarmee in de neogotische staat zoals we het kasteel nu kennen. Jan Mathys Merckelbach (1792-1838) liet ook het park rondom het kasteel aanleggen.
Tegen de achtergrond van innige contacten met de Akense fabrikanten Monnheim, Gianni en Heusch brachten de nazaten van Jan Mathys het tot grote welstand. De Merckelbachs vonden ook hun weg naar het (Nederlandse) openbare bestuur. De nazaten van Jan Mathys hielden het kasteel en de landerijen tot 1956 in hun bezit.

### Horeca
In 1958 kocht Jack Rooding, zoon van de Valkenburgse hotelier Johan Rooding, het kasteel. Hij liet het opknappen, vestigde er een hotel-restaurant en verkocht het in 1968 aan Pieter Ritzen. Van 1977 tot 1989 had het restaurant Kasteel Wittem een Michelinster. In 2009 werd het kasteel door de familie Ritzen verkocht en sloten hotel en restaurant tijdelijk.
De horecabedrijven heropenden in maart 2011, met als eigenaren Ronald en Silvia de Meij. Zij verkochten het kasteel in 2018 aan Alexander en Nicole Wilden, die er hotel Château Wittem en restaurant Julemont begonnen. Onder chef-kok Guido Braeken behaalde het restaurant in 2022 in één keer twee Michelinsterren. Braeken vertrok eind 2024 naar een ander project in Oost-Maarland. Zijn opvolging was niet goed geregeld want Braekens opvolger kon niet aan de hoge standaard voldoen en moest vertrekken. Op 14 januari 2025 werd bekend dat het kasteel zijn deuren per direct zou sluiten onder meer wegens een forse belastingschuld. 

## Beschrijving kasteel
Het gebouw is een rijksmonument.

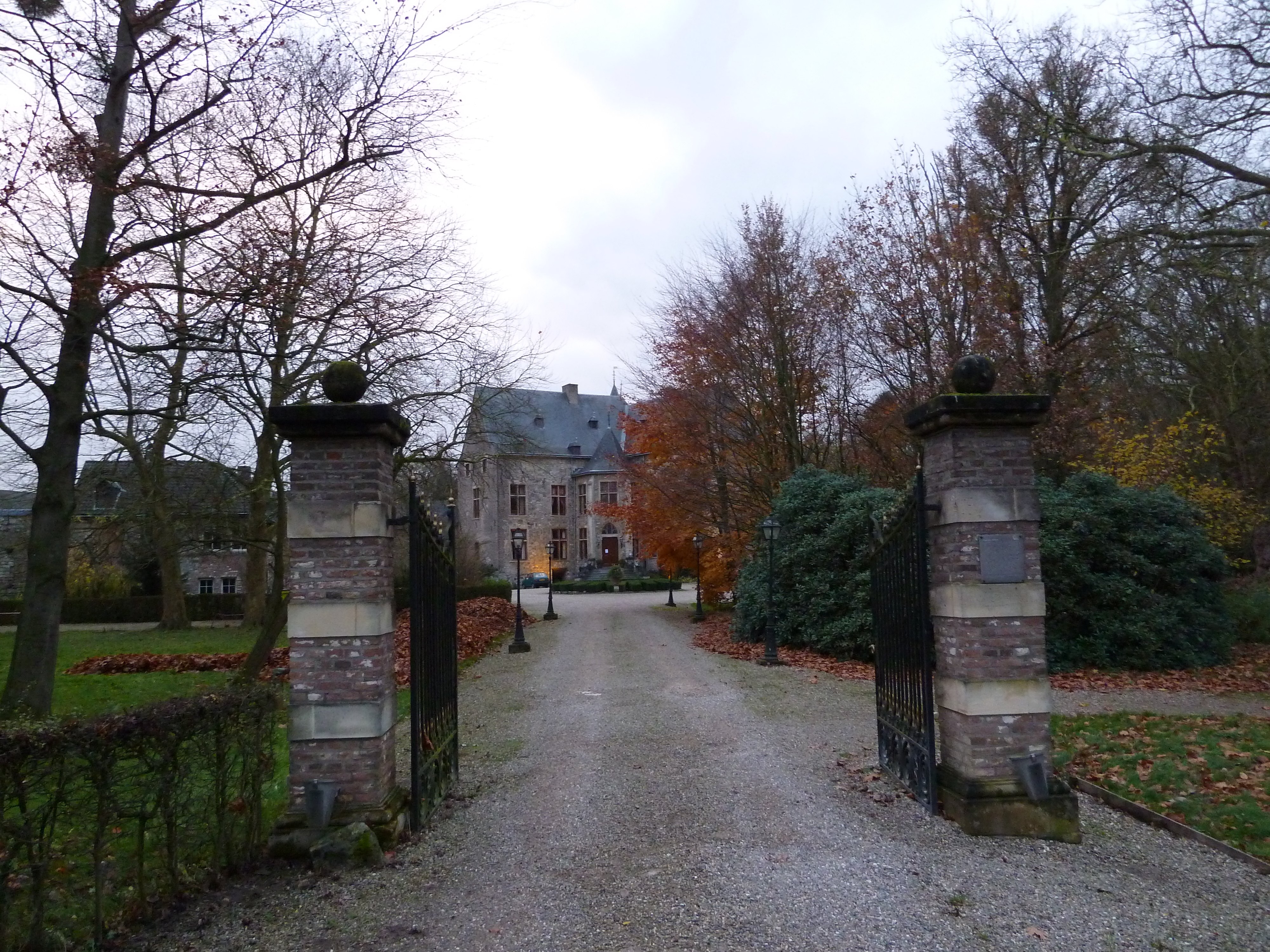
Oprijlaan
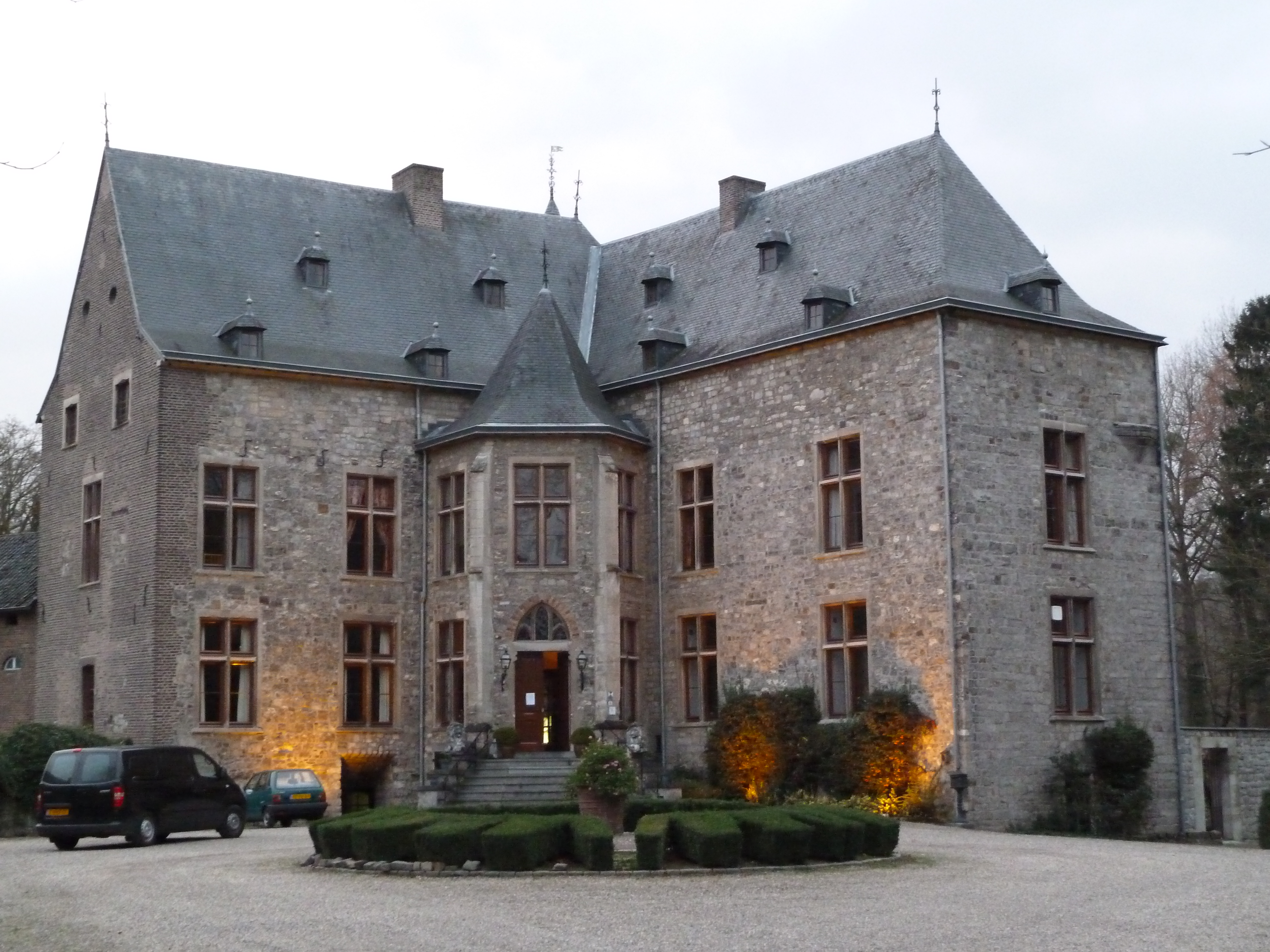
Hoofdvleugel
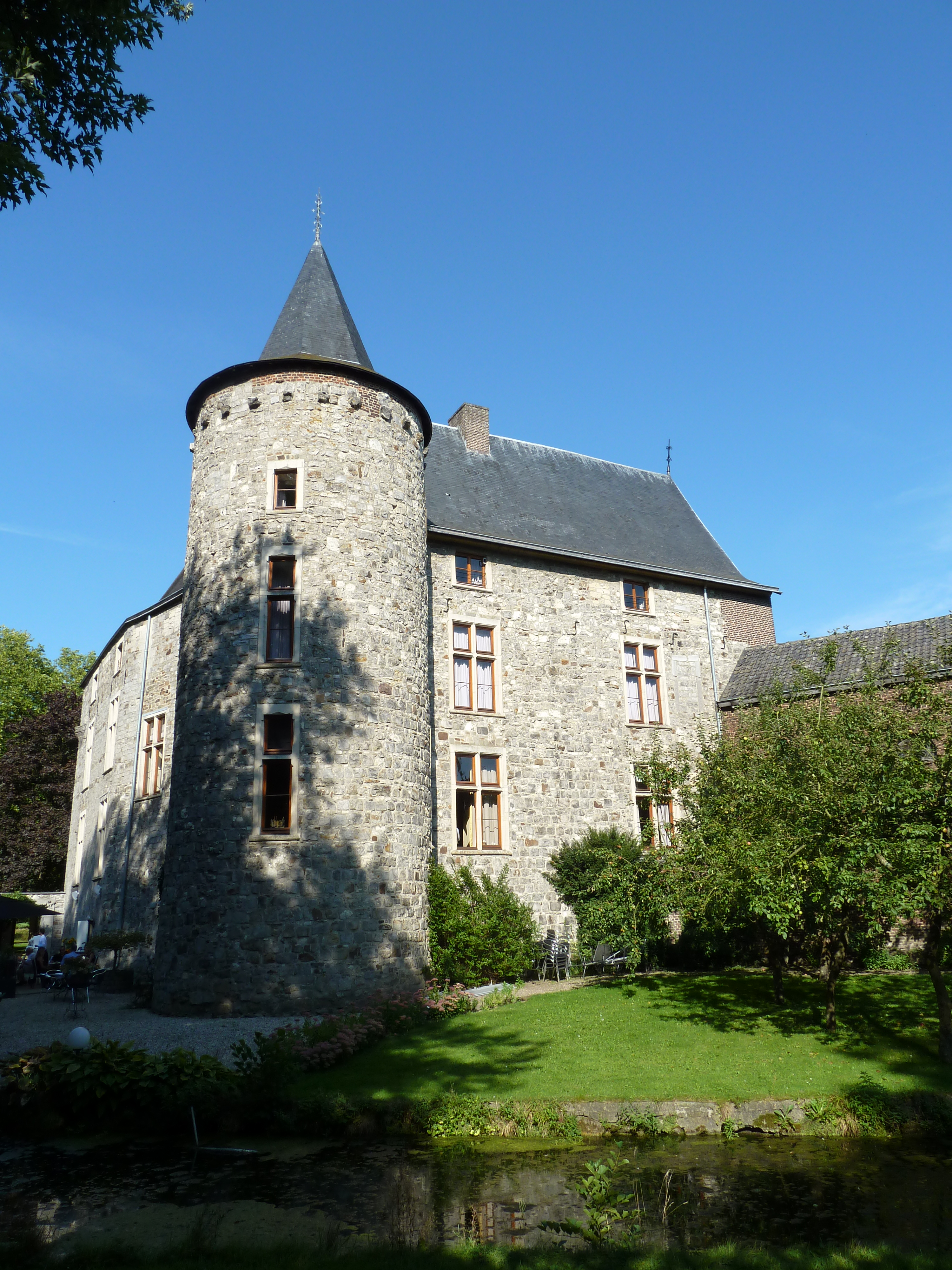
Achterzijde kasteel
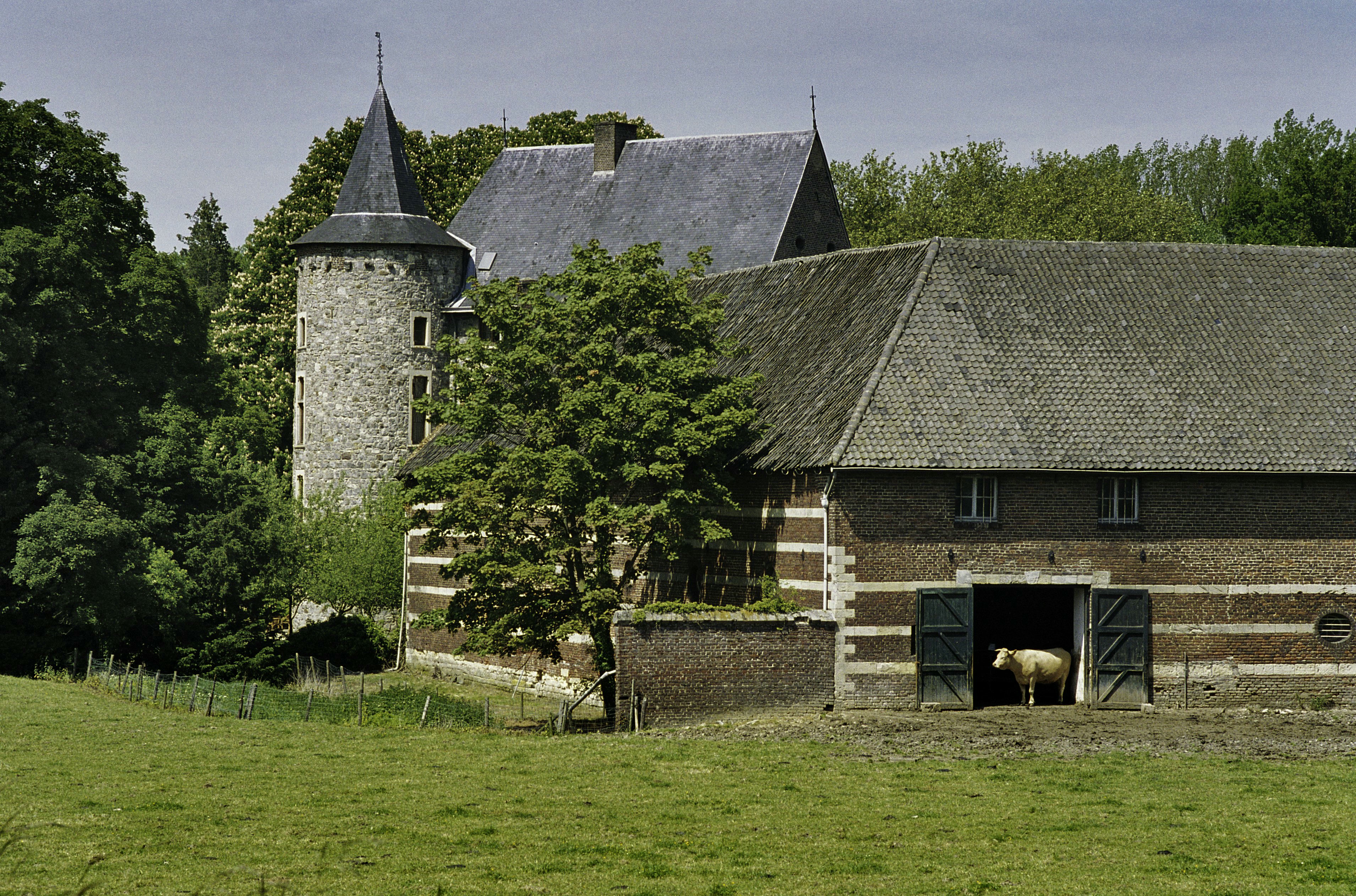
Kasteelboerderij
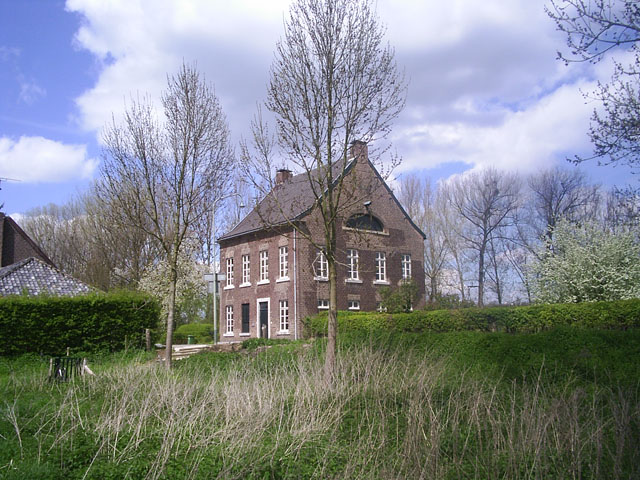
Wittemermolen